# Kinotechnik

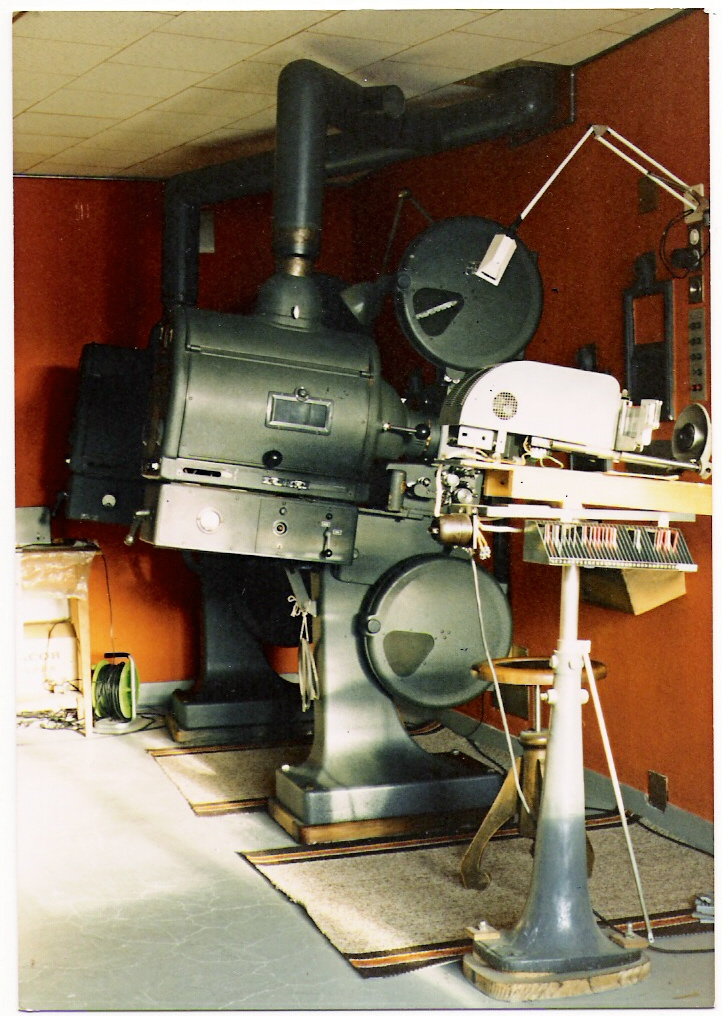
Traditionelle Kinotechnik

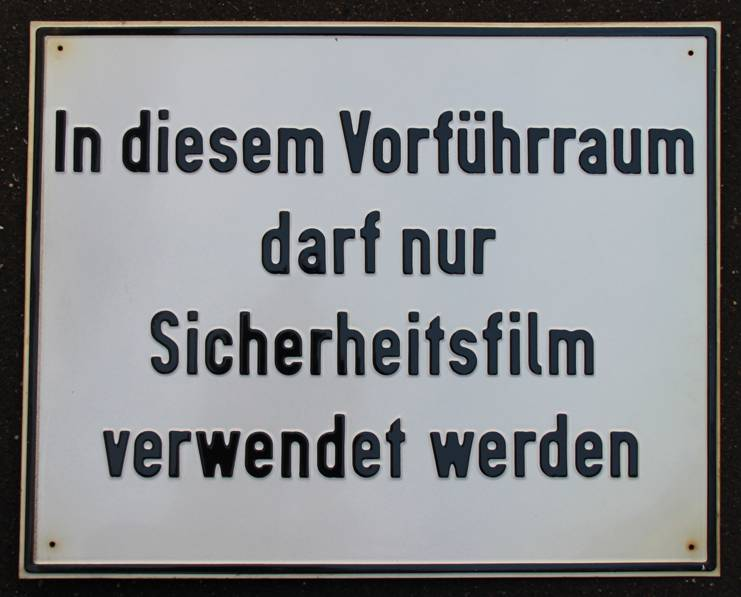
Schild im Vorführraum

Die Kinotechnik beschreibt das Fachgebiet der Aufführung kinematografischer Darstellungen zu wissenschaftlichen, geschäftlichen oder gesellschaftlichen Zwecken. Im Zentrum steht der kommerzielle Unternehmensbetrieb auf Grundlage des Films. Vermehrt geht es auch um die Schaustellerei mit Video- und Computertechnik.
Technische Voraussetzung für „Kino“ ist ein Ort, an dem sich Besucher aus dem öffentlichen Raum einfinden können, um bewegte Bilder zu sehen. In seiner bekanntesten Ausgestaltung ist das ein geschlossener Raum, ein Saal, mit angrenzendem Vorführraum, von dem aus in den ersten hinein projiziert wird. Die Besucher finden Sitzgelegenheit im Dunkeln mit Blick an eine so genannte Bildwand. In den geometrischen Bedingungen von Zuschauerraum, Bildwandfläche, Projektionsdistanz, Winkel zwischen Bildwandmittensenkrechten und optischer Achse stecken die Hauptthemen der Kinotechnik.
Aber auch transportable Kinotechnik (etwa der Zeiss TK 35) fand ihren Platz. Sogenannte Landfilme wurden in der DDR ähnlich wie fahrbare Bibliotheken zu festen Zeiten aufgeführt.
Einer oder mehrere Projektoren dienen der Abwicklung von Programmen. Mit Film- und Diaprojektoren wurde seit 1890 eine klassische Kinotechnik entwickelt, die in aller Kürze folgendermaßen umrissen werden kann: Zuschauerraum mit 400 Sitzplätzen, Projektionsdistanz 30 Meter, Bildwand 3 auf 4 Meter, zwei Normalfilmprojektoren, ein Schmalfilm- und ein Diaprojektor, Wiedergabe von Lichtton ab Filmkopie, Verstärker, Lautsprecher hinter der Bildwand, maximal vier Vorstellungen täglich. Dies war der Stand der Technik ab 1928 bis etwa 1958. Zwischen 1908 und 1928 liegt die Zeit der Kinotechnik mit 1000 Bildern in der Minute, ab den 1950er Jahren entstanden als Reaktion auf das sich ausbreitende Fernsehen eine Vielzahl von Breitwand- und Mehrkanaltonverfahren, wie CINERAMA, CinemaScope, VistaVision, Todd-AO, Perspecta oder Sensurround.
Die Steuerung des Betriebes erfolgt vom Vorführraum aus, wo auch Helligkeit, Schärfe und Lautstärke geregelt werden. Manchmal geschieht das vom Zuschauerraum aus. Die entsprechenden technischen Einrichtungen werden vom Filmvorführer benutzt. Dazu gehören die Sicherungen und Schutzschalter der Stromversorgung, Akkumulatoren und Ladegerät(e) von Notstromanlage und eventuell der Lichttonabtastung, alle Projektoren, eventuelle Kühleinrichtungen derselben; Umschlag, Lagerung und Manipulation der Filme und Diapositive beziehungsweise der Daten und Rechenvorschriften, Plattenspieler, Tonbandgerät, Kinogong, Mikrofon, Beleuchtung und Klimatisation.
Die beste Kinotechnik ist die vom Besucher nicht wahrgenommene. Das zahlende Publikum soll die perfekte Illusion des Geschehens bekommen. Dazu werden je nach Anspruch bei der Unternehmensleitung traditionelle Bühnentechnik und Theatereffekte zur Ablenkung eingesetzt: Vorhänge, Lichter und Schallereignisse. Nichts ist enttäuschender als ein quietschender Vorhangzug in der Stille.